# Latvia International
Die Latvia International (vormals Latvia Riga District International), auch Riga International oder Riga Open betitelt, sind die offenen internationalen Meisterschaften im Badminton von Lettland. Mit der ersten Austragung in Riga 2005 gehören sie zu den jüngeren internationalen Meisterschaften in Europa. Das Turnier ist nicht zu verwechseln Riga Open, die nicht in den BE Circuit integriert sind. Mit dem Verlassen des angestammten Austragungsortes Riga im Jahr 2016 wurden die Latvia International ins Leben gerufen. Während die ersten beiden Austragungen der Riga International nicht dem BE Circuit angehörten, sind die Latvia International sowohl Bestandteil der europäischen als auch der weltweiten Ranglistenwertungsserien.

## Die Sieger
| Jahr      | Herreneinzel           | Dameneinzel           | Herrendoppel                             | Damendoppel                        | Mixed                                   |
| --------- | ---------------------- | --------------------- | ---------------------------------------- | ---------------------------------- | --------------------------------------- |
| 2005      | Simon Maunoury         | Kamila Augustyn       | Łukasz Moreń Wojciech Szkudlarczyk       | Kai-Riin Saluste Kati Tolmoff      | Kęstutis Navickas Kamila Augustyn       |
| 2006      | Pablo Abián            | Elena Nozdran         | David Forbes Stewart Kerr                | Helen Reino Piret Hamer            | Anton Nazarenko Elena Chernyavskaya     |
| 2007 2013 | nicht ausgetragen      | nicht ausgetragen     | nicht ausgetragen                        | nicht ausgetragen                  | nicht ausgetragen                       |
| 2014      | Raul Must              | Matilda Petersen      | Kasper Lehikoinen Marko Pyykönen         | Emilie Juul Møller Cecilie Sentow  | Kristjan Kaljurand Laura Tomband        |
| 2015      | Sergey Sirant          | Anastasia Chervyakova | Mads Emil Christensen Kristoffer Knudsen | Kristin Kuuba Helina Rüütel        | Andrey Parakhodin Anastasia Chervyakova |
| 2016      | Toma Junior Popov      | Elena Komendrovskaja  | Andrei Ivanov Anton Nazarenko            | Ksenia Evgenova Maria Shegurova    | Thom Gicquel Léonice Huet               |
| 2017      | Kai Schäfer            | Qi Xuefei             | Kristjan Kaljurand Raul Kasner           | Olga Arkhangelskaya Natalia Rogova | Fabien Delrue Juliette Moinard          |
| 2018      | Toma Junior Popov      | Kristin Kuuba         | Fabien Delrue William Villeger           | Kristin Kuuba Helina Rüütel        | Paweł Śmiłowski Magdalena Świerczyńska  |
| 2019      | Aram Mahmoud           | Jordan Hart           | Emil Lauritzen Mads Muurholm             | Kristin Kuuba Helina Rüütel        | Paweł Śmiłowski Wiktoria Adamek         |
| 2020      | Mihkel Laanes          | Catlyn Kruus          | Mikk Järveoja Mihkel Laanes              | Kati-Kreet Marran Helina Rüütel    | Mihkel Laanes Helina Rüütel             |
| 2021      | Meiraba Luwang Maisnam | Polina Buhrova        | Muhammad Nurfirdaus Azman Yap Roy King   | Low Yeen Yuan Valeree Siow         | Yap Roy King Valeree Siow               |
| 2022      | Christopher Vittoriani | Wang Pei-yu           | Lai Po-yu Tsai Fu-cheng                  | Kati-Kreet Marran Helina Rüütel    | Emil Lauritzen Signe Schulz             |
| 2023      | Aria Dinata            | Irina Amalie Andersen | Marvin Datko Jarne Schlevoigt            | Kati-Kreet Marran Helina Rüütel    | Tom Lalot Trescarte Elsa Jacob          |
| 2024      | Aria Dinata            | Nella Nyqvist         | Jonathan Dresp Aaron Sonnenschein        | Anastasia Khomich Daria Zimnol     | Kristjan Kaljurand Helina Rüütel        |
| 2025      | Lee Shun Yang          | Wang Yu-si            | Jacobo Fernandez Alberto Perals          | Catlyn Kruus Ramona Üprus          | Mikk Õunmaa Ramona Üprus                |